# 1993 FS34
1993 FS34 är en asteroid i huvudbältet som upptäcktes den 19 mars 1993 av UESAC vid La Silla-observatoriet.
Asteroiden har en diameter på ungefär 10 kilometer och den tillhör asteroidgruppen Themis.